# Miklós Gór-Nagy
Miklós Gór-Nagy (Budapest, 8 gennaio 1983) è un ex pallanuotista ungherese, campione del mondo con la propria nazionale a Barcellona 2013.
Dalla stagione 2018-19 gioca nell'ambizioso Ferencvaros di Budapest, con cui nel 2020 è arrivato in finale di Eurolega e dove lo stesso anno ha concluso la carriera agonistica.

## Palmarès

### Club
- Campionato ungherese: 3

Eger: 2012-13, 2013-14
Ferencvaros:  2018-19
- Coppa d'Ungheria: 4

BVSC: 2003
Honvéd: 2010
Ferencvaros: 2019, 2020
- Coppa del Montenegro: 1

Budva: 2009
- Supercoppa ungherese: 2

BVSC: 2003
Honvéd: 2007
- LEN Champions League: 1

Ferencvaros: 2018-19
- Supercoppa LEN: 2

Ferencvaros: 2018, 2019

### Nazionale
- Mondiali

Barcellona 2013: 
Budapest 2017: 
- Europei

Belgrado 2006: 
Belgrado 2016: 
- World League

Belgrado 2005: 
Berlino 2007: 
Čeljabinsk 2013: 
Dubai 2014 